# Пријатељи (албум)
Пријатељи је једанаести албум београдске групе Зана. Албум садржи 10 песама од којих су хитови Мала, Кућица и Два. Ово је последњи албум групе Зана као трио. Албум је изашао 1999. године у издању ПГП РТС. Ово је последњи студијски албум издат за ПГП РТС.

## Позадина
Након солидног успеха претходног албума, група снима материјал за нови албум. У међувремену, група је одржала концерт 1. новембра 1997. године и материјал са тог концерта излази јула 1998. године у издању ПГП РТС.

## О албуму
Албум је сниман од 20. септембра до 3. децембра 1998. Већину текстова је написала Марина Туцаковић, док су неке песме написали и Бора Ђорђевић и Јелена Галонић. Гости на овом албуму били су Драган Јовановић-Крле, Владимир Фурдуј и Драган Митрић... Са песмом Балканска, група је учествовала на фестивалу Београдском пролећу априла 1999.
Спотови за Два и Кућица су снимане у Хавани септембра 1999 и 40 коју је отпевао Кикамац.

## Списак песама
| №   | Назив            | Трајање |  |
| 1.  | Пријатељи        | 3:13    |  |
| 2.  | Два              | 3:59    |  |
| 3.  | Шофер            | 3:30    |  |
| 4.  | Пусти ме         | 2:46    |  |
| 5.  | 40               | 3:34    |  |
| 6.  | Кућица           | 3:26    |  |
| 7.  | Жена             | 3:19    |  |
| 8.  | Балканска        | 2:50    |  |
| 9.  | Мала             | 3:48    |  |
| 10. | Ловац на јастуку | 3:02    |  |

## Обраде
- Мала (март 1999)[8]-Glorious (Андреас Јонсон; мај 1999)[9]
- Жена[10]-Анђеле мој брате (Ван Гог)[11]